# Puchar Świata w Zapasach 1983
Zawody Pucharu Świata w 1983 roku
- w stylu klasycznym mężczyzn rywalizowano pomiędzy 25 a 27 listopada w Salonikach (Grecja).
- w stylu wolnym mężczyzn w dniach 26–27 marca w Toledo (Stany Zjednoczone).

## Styl klasyczny

### Ostateczna kolejność drużynowa
| Poz. | Państwo |
| ---- | ------- |
|      | ZSRR    |
|      | Kuba    |
|      | Grecja  |
| 4.   | Japonia |
| 5.   | Afryka  |

## Styl wolny

### Ostateczna kolejność drużynowa
| Poz. | Państwo           |
| ---- | ----------------- |
|      | ZSRR              |
|      | Stany Zjednoczone |
|      | Kanada            |
| 4.   | Japonia           |
| 5.   | Afryka            |